# جولي كريستنسن
جولي كريستنسن (بالإنجليزية: Julie Christensen)‏ هي مغنية أمريكية، ولدت في 21 يناير 1956 في آيوا في الولايات المتحدة.

## وصلات خارجية
- جولي كريستنسن على موقع IMDb (الإنجليزية)
- جولي كريستنسن على موقع ميوزك برينز (الإنجليزية)
- جولي كريستنسن على موقع ديسكوغز (الإنجليزية)